# Symbole d'Athanase

Le Scutum Fidei, « bouclier » ou « écusson » de la Trinité, illustration de la première partie du Symbole d'Athanase.

Le Symbole d'Athanase, aussi appelé Quicumque, d'après son premier mot, est une confession de foi chrétienne. Césaire d'Arles est le premier à citer ce symbole, et il l'attribue à Athanase d'Alexandrie. Cette attribution est toutefois débattue ; l'appellation Quicumque évite ainsi de mentionner un auteur incertain.
Il ne faut pas confondre le Quicumque et la confession de foi de l'Église d'Arménie dénommée également Symbole d'Athanase.

## Histoire
Le « Quicumque » (parfois orthographié Quicunque) aurait été composé en latin au début du VIe siècle en Gaule méridionale.
La première mention qui en est connue se trouve dans un sermon de Césaire d'Arles. De la Gaule, il rayonne dans les pays voisins, en Espagne, en Afrique ; en 633, le quatrième concile de Tolède, présidé par Isidore de Séville, en incorpore dans sa déclaration doctrinale des fragments ; il est signalé dans le canon du concile d’Autun tenu vers 670, sous l’évêque saint Léger ; au VIIIe siècle, Boniface l'introduit en Allemagne comme chant d'église ; il est connu en Angleterre. Hayton, d'abord abbé de Reichenau, puis évêque de Bâle, en impose la récitation chaque dimanche à prime, et Anskar, évêque de Brême, recommande en mourant de le chanter.
L'Église romaine l'a connu dès le IXe siècle, mais il ne pénétra que plus tard dans l'office romain. Aux Xe et XIe siècles, il n'est pas récité seulement le dimanche, mais tous les jours dans les églises de Gaule.

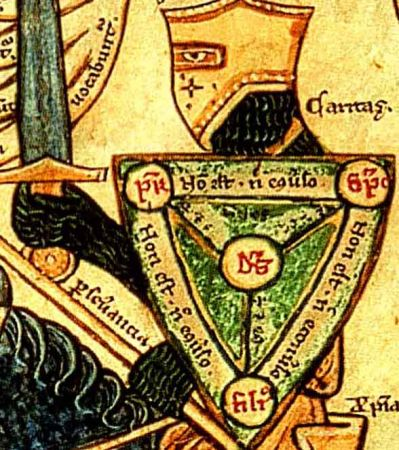
Détail d'un manuscrit de Guillaume Peyraut : Chevalier portant le Scutum Fidei pour combattre les péchés capitaux.

Le « Quicumque » n'appartient pas à l'Église grecque qui ne l'a connu que fort tard. La conception trinitaire qui y est exposée est fortement augustinienne. Il présente également de nombreuses ressemblances avec le Commonitorium de Vincent de Lérins.
Il fut utilisé par les Latins lors de la querelle avec les Grecs autour du filioque au IXe siècle.

### Usage liturgique dans l'Église catholique
À l'office romain (chanoines et clergé séculier), il était récité à l'office de prime, les dimanches après l'Épiphanie et après la Pentecôte. Il n'est plus récité aujourd'hui qu'à l'office de prime du dimanche de la Sainte Trinité et à prime, tous les jours à l'office de certaines communautés monastiques.
Il est également récité ou chanté, dans tous les centres de l'Opus Dei, le troisième dimanche de chaque mois, avant ou après la méditation du matin.

## Texte
Le texte en latin à gauche, et à droite une traduction non officielle,.
| Texte en latin | Traduction en français |
| --- | --- |
| Quicumque vult salvus esse, ante omnia opus est ut téneat cathólicam fidem :                                                                                             | Quiconque veut être sauvé, doit avant tout tenir la foi catholique. |
| Quam nisi quisque íntegram inviolatámque serváverit, absque dúbio in ætérnum períbit.                                                                                    | S’il ne la garde pas entière et pure, il périra sans aucun doute pour l’éternité. |
| Fides autem cathólica hæc est : ut unum Deum in Trinitáte, et Trinitátem in unitáte venerémur :                                                                          | Voici quelle est la foi catholique : Vénérer un seul Dieu dans la Trinité et la Trinité dans l’unité, |
| Neque confundéntes persónas, neque substántiam separántes. | Sans confondre les personnes ni diviser la substance. |
| Alia est enim persóna Patris, ália Fílii, ália Spíritus Sancti. | La personne du Père est une, celle du Fils est une, celle du Saint-Esprit est une; |
| Sed Patris, et Fílii, et Spíritus Sancti una est divínitas, æqualis glória, cœtérna majéstas.                                                                            | Mais une est la divinité du Père et du Fils et de l’Esprit Saint, égale leur gloire, coéternelle leur majesté.                                                                                                   |
| Qualis Pater, talis Fílius, talis Spíritus Sanctus. | Tel est le Père, tel est le Fils, tel est l’Esprit Saint. |
| Increátus Pater, increátus Fílius, increátus Spíritus Sanctus. | Le Père est incréé, le Fils est incréé, le Saint-Esprit est incréé. |
| Imménsus Pater, imménsus Filius, imménsus Spíritus Sanctus. | Le Père est immense, le Fils est immense, le Saint-Esprit est immense. |
| Ætérnus Pater, ætérnus Fílius, ætérnus Spíritus Sanctus. | Le Père est éternel, le Fils est éternel, le Saint-Esprit est éternel. |
| Et tamen non tres ætérni, sed unus ætérnus. | Et cependant il n’y a pas trois éternels, mais un seul Éternel. |
| Sicut non tres increáti, nec tres imménsi, sed unus increátus, et unus imménsus.                                                                                         | de même, il n’y a pas trois incréés, ni trois immenses, mais un seul incréé et un seul immense. |
| Simíliter omnípotens Pater, omnípotens Fílius, omnípotens Spíritus Sanctus.                                                                                              | De même, tout-puissant est le Père, tout-puissant est le Fils, tout-puissant est l’Esprit Saint. |
| Et tamen non tres omnipoténtes, sed unus omnípotens. | Et cependant il n’y a pas trois tout-puissants mais un seul tout-puissant. |
| Ita Deus Pater, Deus Fílius, Deus Spíritus Sanctus. | Ainsi le Père est Dieu, le Fils est Dieu, l’Esprit saint est Dieu. |
| Et tamen non tres Dii, sed unus est Deus. | Et cependant il n’y a pas trois Dieux mais un seul Dieu. |
| Ita Dóminus Pater, Dóminus Fílius, Dóminus Spíritus Sanctus. | Ainsi le Père est Seigneur, le Fils est Seigneur, l’Esprit Saint est Seigneur. |
| Et tamen non tres Dómini, sed unus est Dóminus. | Et cependant il n’y a pas trois Seigneurs mais un seul Seigneur. |
| Quia sicut singillátim unamquámque persónam Deum ac Dóminum confitéri christiána veritáte compéllimur : ita tres Deos aut Dóminos dícere cathólica religióne prohibémur. | Car de même que la vérité chrétienne nous oblige à confesser que chaque Personne en particulier est Dieu et Seigneur, ainsi la religion catholique nous défend de dire qu’il y a trois Dieux ou trois Seigneurs. |
| Pater a nullo est factus : nec creátus, nec génitus. | Le Père ne tient son existence d’aucun être; il n’a été ni créé ni engendré. |
| Fílius a Patre solo est : non factus, nec creátus, sed génitus. | Le Fils tient son existence du Père seul; il n’a été ni fait ni créé, mais engendré. |
| Spíritus Sanctus a Patre et Fílio : non factus, nec creátus, nec génitus, sed procédens.                                                                                 | L’Esprit Saint est du Père et du Fils : ni fait, ni créé, ni engendré, mais procédant. |
| Unus ergo Pater, non tres Patres : unus Fílius, non tres Fílii : unus Spíritus Sanctus, non tres Spíritus Sancti.                                                        | Il y a donc un seul Père et non trois Pères ; un seul Fils et non trois Fils ; un seul Esprit Saint et non trois Esprits Saints.                                                                                 |
| Et in hac Trinitáte nihil est prius aut postérius, nihil majus aut minus : sed totæ tres persónæ coætérnæ sibi sunt et coæquáles.                                        | Et en cette Trinité rien n’est antérieur ou postérieur, rien n’est plus grand ou moins grand, mais les trois personnes tout entières sont coéternelles et égales entre elles.                                    |
| Ita ut per ómnia, sicut jam supra dictum est, et únitas in Trinitáte, et Trínitas in unitáte veneránda sit.                                                              | De sorte qu’en tout, comme il a été dit déjà, on doit adorer l’unité dans la Trinité et la Trinité dans l’unité.                                                                                                 |
| Qui vult ergo salvus esse, ita de Trinitáte séntiat. | Celui donc qui veut être sauvé, doit penser ainsi au sujet de la Trinité. |
| Sed necessárium est ad ætérnam salútem, ut Incarnatiónem quoque Dómini nostri Iesu Christi fidéliter credat.                                                             | Mais il est nécessaire au salut éternel de croire fidèlement aussi en l’incarnation de notre Seigneur Jésus-Christ.                                                                                              |
| Est ergo fides recta ut credámus et confiteámur, quia Dóminus noster Iesus Christus, Dei Fílius, Deus et homo est.                                                       | C’est donc la vraie foi que de croire et de confesser que notre Seigneur Jésus-Christ, Fils de Dieu, est Dieu et homme.                                                                                          |
| Deus est ex substántia Patris ante sǽcula génitus : et homo est ex substántia matris in sæculo natus.                                                                    | Il est Dieu, étant engendré de la substance du Père avant tous les temps; il est homme, étant né dans le temps de la substance de sa mère.                                                                       |
| Perféctus Deus, perféctus homo : ex ánima rationáli et humána carne subsístens.                                                                                          | Dieu parfait et homme parfait, composé d’une âme raisonnable et de chair humaine, |
| Æquális Patri secúndum divinitátem : minor Patre secúndum humanitátem.                                                                                                   | Égal au Père selon la divinité, inférieur au Père selon l’humanité. |
| Qui licet Deus sit et homo, non duo tamen, sed unus est Christus. | Et bien qu’il soit Dieu et homme, il n’est pas néanmoins deux personnes, mais un seul Christ. |
| Unus autem non conversióne divinitátis in carnem, sed assumptióne humanitátis in Deum.                                                                                   | il est un, non que la divinité ait été changée en humanité, mais parce qu’il a pris l’humanité pour l’unir à la divinité;                                                                                        |
| Unus omníno, non confusióne substántiæ, sed unitáte persónæ. | Un absolument, non par un mélange de substance, mais par l’unité de la personne. |
| Nam sicut ánima rationális et caro unus est homo : ita Deus et homo unus est Christus                                                                                    | Car, de même que l’âme raisonnable et le corps sont un seul homme, de même Dieu et l’homme sont un Christ. |
| Qui passus est pro salúte nostra : descéndit ad ínferos : tértia die resurréxit a mórtuis.                                                                               | Il a souffert pour notre salut, il est descendu aux enfers, le troisième jour il est ressuscité des morts. |
| Ascéndit ad cælos, sedet ad déxteram Dei Patris omnipoténtis : inde ventúrus est iudicáre vivos et mórtuos.                                                              | Il est monté aux cieux, est assis à la droite de Dieu le Père tout-puissant, d’où il viendra juger les vivants et les morts.                                                                                     |
| Ad cuius advéntum omnes hómines resúrgere habent cum corpóribus suis ; et redditúri sunt de factis própriis ratiónem.                                                    | À sa venue, tous les hommes ressusciteront avec leurs corps et rendront compte de leurs propres actes : |
| Et qui bona egérunt, ibunt in vitam ætérnam : qui vero mala, in ignem ætérnum.                                                                                           | Ceux qui ont bien agi iront dans la vie éternelle, ceux qui ont mal agi, au feu éternel. |
| Hæc est fides cathólica, quam nisi quisque fidéliter firmitérque credíderit, salvus esse non póterit.                                                                    | Telle est la foi catholique, et quiconque ne gardera pas cette foi fidèlement et fermement, ne pourra être sauvé.                                                                                                |

## Le symbole dit «d'Athanase» de l'Église d'Arménie
La profession de foi de l'Église d'Arménie est le Symbole dit « d'Athanase » (qu'il ne faut pas confondre avec le « Quicumque »), dont l'usage liturgique fut adopté au VIe siècle en lieu et place du Symbole de Nicée. Conforme à l'« Hermeneia », un Symbole antérieur à 373 et déjà attribué à saint Athanase, il est relativement proche du Symbole de Nicée-Constantinople (381). L'attribution à saint Athanase d'Alexandrie, sans aucun doute inexacte, ne fut peut-être pas formelle mais put correspondre à l'usage ancien qui plaçait volontiers les écrits liturgiques sous l'autorité d'un Père de l'Église particulièrement estimé.
Les particularités du Symbole d'Athanase sont nées pour l'essentiel de l'usage qui était en vigueur en Orient jusqu'à la généralisation du Symbole de Nicée-Constantinople au VIe siècle : chacune des Églises avait sa propre formulation du Symbole de la foi, constituée à partir d'une structure commune mais laissant place à des variantes parfois significatives (Symboles de Jérusalem, de Salamine, d'Antioche, de Mopsueste…). Lorsqu'un évêque entrait en charge, il envoyait à ses frères dans l'épiscopat le Symbole de son Église, que ceux-ci reconnaissaient avant d'admettre le nouvel évêque à leur communion.

## Sources
- (Liturgia, Bloud et Gay, 1931, p. 587) revu et corrigé.
- Article « 2.Symbole de saint Athanase » dans le dictionnaire de théologie catholique (col. 2178...).
- Le symbole de la foi de l'Eglise d'Arménie - Paroisse de l’Église Apostolique Arménienne de Lyon et des Environs

### Articles liés
- Symbole de Nicée-Constantinople
- Homoousia
- Premier concile de Nicée
- Premier concile de Constantinople
- Querelle du Filioque